# Distretto di Torres Causana
Il distretto di Torres Causana è uno dei tredici distretti della provincia di Maynas, in Perù. Si trova nella regione di Loreto e si estende su una superficie di 7.363,44 chilometri quadrati.
Istituito il 2 luglio 1943, ha per capitale la città di Pantoja.